# Quentin Colard
Pour les articles homonymes, voir Colard.
Quentin Colard, né le 12 août 1987, est un rameur d'aviron français.
Il est médaillé d'argent en quatre de couple poids légers aux Championnats du monde d'aviron 2006.
Il est le frère du rameur Thibault Colard.